# Ralf Jensen
Ralf Quistorff Jensen (født 22. juni 1945 i København) er en dansk tidligere bokser i letsværvægt.

## Amatørkarriere
Ralf Jensen var en succesfuld amatørbokser, der boksede for bokseklubben IF Sparta. Han vandt det danske mesterskab i letsværvægt i 1967 og vandt samme år det nordiske mesterskab i samme vægtklasse. I 1969 vandt han igen det danske og det nordiske mesterskab, og deltog samme år ved EM i boksning i Bukarest, hvor Ralf Jensen vandt bronze. Det blev til DM-guld og NM-guld også i 1970, og i 1971 vandt Ralf Jensen DM for 4. gang, ligesom han samme år ved EM i Madrid atter vandt en bronzemedalje.

## Professionel karriere
Forventningerne til Ralf Jensen var høje, da han debuterede som professionel bokser ved et stævne i Vejlby-Risskov Hallen den 2. september 1971, og Jensen skuffede ikke, da han i 1. omgang stoppede den østrigske mellemvægter Othar Beranek, der fire år tidligere havde stoppet Leif Schmücker i sin debutkamp. Østrigeren havde dog ikke bokset i næsten to år, da han mødte Ralf Jensen.
I sin tredje kamp mødte Ralf Jensen englænderen Keith Drewett og tabte på point efter 4 omgange. Jensen vandt den næste kamp over syreren Mohamed Sahib, der havde tabt 40 kampe ud af 48, men blev slået ud i sin femte kamp den 27. januar 1972, hvor han mødte Luigi Patruno, der to år tidligere var blevet stoppet af Tom Bogs i en kamp om EM-titlen i mellemvægt.
Ralf Jensen boksede sin sjette og sidste kamp i karrieren, da han i en forkamp til opgøret den 19. august 1972 mellem Carlos Monzón og Tom Bogs i Idrætsparken mødte Monzóns sparingpartner, argentineren Roberto Aguilar. Jensen vandt en kneben sejr på point efter 4 omgange over Aguilar, men trak sig herefter tilbage.
Ralf Jensen opnåede kun 6 kampe som professionel, hvoraf 4 blev vundet (2 før tid) og 2 tabt.

## Privat
Ralf Jensen var storebror til Birger Jensen, der i 1970'erne var målmand på Danmarks fodboldlandshold. Ralf Jensen var ligesom boksekollegaen Hans Jørgen Jacobsen i en længere periode ansat på bladhuset Aller.